# Eine Billion Dollar (Fernsehserie)
Eine Billion Dollar (englischer Titel One Trillion Dollars) ist eine deutsche Fernsehserie mit Philip Froissant, Alessandra Mastronardi und Oliver Masucci, die unter der Regie von Florian Baxmeyer und Isabel Braak entstand. Das Drehbuch der von Stefan Holtz und Florian Iwersen basiert auf dem 2001 veröffentlichten gleichnamigen Roman von Andreas Eschbach.

## Handlung
John arbeitet als Fahrradkurier in Berlin. Zwar ist sein Job schlecht bezahlt, aber er mag die damit verbundene Freiheit. Eines Tages erhält er die Nachricht, dass er Alleinerbe eines vor über 500 Jahren angelegten Vermögens ist. Dieses ist im Laufe der Zeit durch Zins und Zinseszins auf über eine Billion Dollar angewachsen.
John hält die Information zunächst für einen schlechten Scherz, er wird jedoch als legitimer Erbe offiziell bestätigt und ist damit reichster Mensch der Welt. Allerdings ist mit dem Erbe eine Prophezeiung verbunden und John soll der Menschheit ihre verlorene Zukunft zurückgeben. Eine scheinbar unlösbare Aufgabe angesichts von Umweltverschmutzung, Klimawandel, einem entfesselten Finanzkapitalismus und mächtiger Gegner.

## Produktion und Hintergrund
Die Dreharbeiten fanden vom 6. Dezember 2022 bis zum 15. März 2023 in Italien, Deutschland und Spanien statt. Drehorte waren unter anderem Lucca, Massa, Florenz, Turin, Berlin und Fuerteventura. Gedreht wurde auf Deutsch, Englisch und Italienisch.
Produziert wurde die Serie von W&B Television, als Produzenten fungierten Quirin Berg, Max Wiedemann und Kerstin Nommsen. Die Serviceproduktion in Italien übernahm die Viola Film. Unterstützt wurde die Produktion vom German Motion Picture Fund, dem FilmFernsehFonds Bayern und dem Medienboard Berlin-Brandenburg sowie durch den spanischen und italienischen Tax Incentive.
Die Kamera führten Marcus Kanter, Yoshi Heimrath und Maximilian Hoever, die Musik schrieben Martina Eisenreich und Michael Kadelbach, die Montage verantworteten Friederike Weymar und Jan Ruschke und das Casting Natascha Zimmermann und Cassandra Han. Das Szenenbild gestaltete Tim Pannen, das Kostümbild Esther Amuser, die Maske Janette Peters, Nexar Antonio Flores, Kuno Schlegelmilch und Geraldine Sifonte Marino und den Ton Matthias Richter, Kai Lüde-Martens und Patrick Veigel. Als Stuntkoordinator fungierte Matthias Schendel und als Intimitätskoordinatorin Katja Weitzenböck.

## Veröffentlichung
Premiere der Thriller-Serie war am 21. Oktober 2023 am Film Festival Cologne.
Die Veröffentlichung auf Paramount+ in Deutschland, Italien, Österreich, der Schweiz, Frankreich und im Vereinigten Königreich erfolgte am 23. November 2023.
Am 15. August 2024 wurde die Serie ins Angebot von MagentaTV aufgenommen, nachdem sie zuvor Paramount+ aus seinem Angebot entfernt hatte.

## Episodenliste
| Nr. (ges.) | Nr. (St.) | Originaltitel     | Erstausstrahlung Deutschland (online) |
| ---------- | --------- | ----------------- | ------------------------------------- |
| 1          | 1         | Die Erbschaft     | 23. Nov. 2023                         |
| 2          | 2         | Die Prophezeiung  | 23. Nov. 2023                         |
| 3          | 3         | Die Hoffnung      | 30. Nov. 2023                         |
| 4          | 4         | Rabbit Hole       | 30. Nov. 2023                         |
| 5          | 5         | Die Verschwörung  | 7. Dez. 2023                          |
| 6          | 6         | Das Ende der Welt | 7. Dez. 2023                          |

## Rezeption
Oliver Jungen beschreibt in der FAZ die Serie als "wendungsreich erzählt und temporeich inszeniert". Anregend sei "besonders der Kern der Geschichte", auch wenn die Thriller-Komponenten "dramaturgisch ins Konventionelle neigen".
Matthias Halbig vom Redaktionsnetzwerk Deutschland beschreibt Eine Billion Dollar als "Thriller mit Bond-Flair". Die Kamera von Yoshi Heimrath verschaffe der Serie "einen eleganten Hochglanzlook".
Julian Weinberger meinte auf prisma.de, dass die Figuren nur an der Oberfläche kratzten, man baue zu keinem der Protagonisten eine Verbindung auf. Die Auswirkungen des plötzlichen Reichtums auf Johns Privatleben etwa werde nur unzureichend abgebildet. Die Produktion changiere ziellos zwischen actionreichem Thriller, diffusen Zukunftsvisionen und Hochfinanzsprech, es fehle der klare Fokus. So mangele es der Serie trotz interessanter Prämisse an Ecken und Kanten.
Marcus Kirzynowski schrieb auf fernsehserien.de, dass die Grundidee faszinierend sei. Leider nutzten die Drehbuchautoren das erzählerische Potential dieser Idee kaum und setzten mehr auf billige Action-Effekte und ein soapiges Ambiente. Die Figuren wären unzureichend charakterisiert, die Dialoge hölzern und die Wendungen vorhersehbar.
Gunther Reinhardt bewertete die Serie auf rollingstone.de mit 2,5 von 5 Sternen. Die Serie pimpe die aktualisierte Story, in der die Klimakrise zum zentralen Problem der Menschheit erklärt wird, mit spektakulären Shots aus Berlin oder Florenz und einer hochwertigen Optik auf, aber dahinter verberge sich letztlich doch nur ein mitunter dröger Wirtschaftskrimi.

## Auszeichnungen und Nominierungen
Deutscher Filmmusikpreis 2024
- Auszeichnung in der Kategorie Beste Musik im Film (Martina Eisenreich und Michael Kadelbach)[14][15]